# IC 3772
IC 3772 ist eine Spiralgalaxie vom Hubble-Typ S im Sternbild Jagdhunde am Nordsternhimmel. Sie ist schätzungsweise 544 Millionen Lichtjahre von der Milchstraße entfernt und hat einen Durchmesser von etwa 115.000 Lichtjahren.

Im selben Himmelsareal befinden sich u. a. die Galaxien NGC 4662, IC 3774, IC 3800, IC 3809.
Die Typ-Ia-Supernova SN 2006su wurde hier beobachtet.
Das Objekt wurde am 21. März 1903 von Max Wolf entdeckt.